# Dorfkirche Prestin

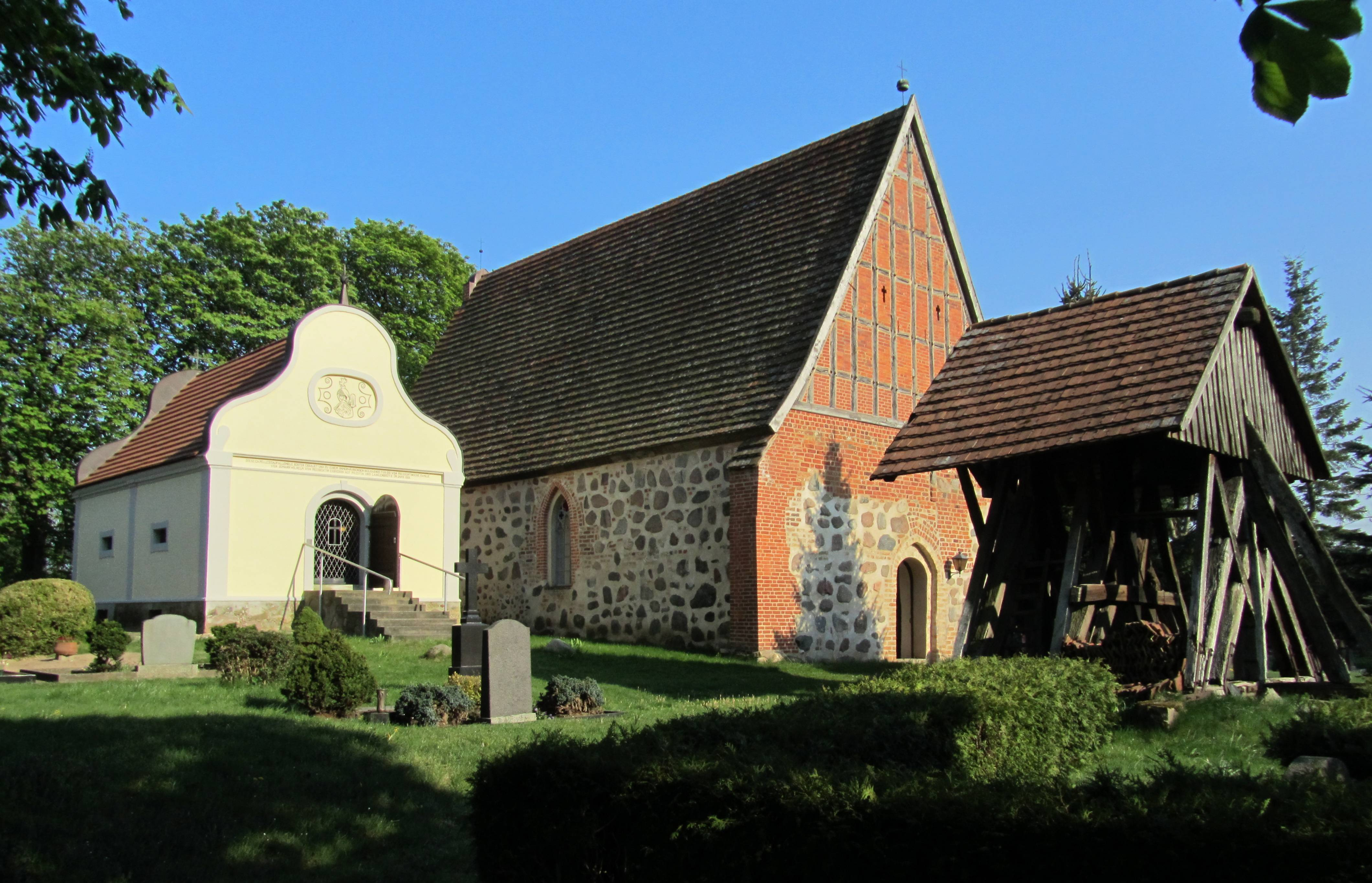
Dorfkirche Prestin mit Pressentin'scher Kapelle und Glockenstuhl, 2012

Die evangelisch-lutherische Dorfkirche Prestin ist eine kleine mittelalterliche Feldsteinkirche im mecklenburgischen Dorf Prestin, einem Ortsteil der Gemeinde Bülow im Landkreis Ludwigslust-Parchim in Mecklenburg-Vorpommern.

## Geschichte
Prestin wurde bereits 1270 mit Petrus und 1275 mit Hence de Prisyntin (Pressentin) urkundlich erwähnt. Nachweislich gehörte Prescentin bzw. Preszentyn seit 1348 ununterbrochen bis 1872 der Adelsfamilie von Pressentin.
Während des Dreißigjährigen Krieges und im Pestjahr 1638 starb auch das Geschlecht derer von Pressentin bis auf zwei Mitglieder aus. 1728 übernahm Wilhelm I. von Pressentin das Dorf mit der Kirche und dem Gut und ließ dort ein zweistöckiges Wohnhaus errichten. 1793 gab es Streit zwischen Johann Wilhelm von Pressentin auf Prestin mit der Klosterhauptmännin von Bülow auf Wamkow als Patrone der Kirche zu Prestin um die Wiederbesetzung der Pfarrstelle sowie den Bau eines Hauses für die Witwe des Pastors Friederici.
1802 brannte das Pfarrhaus ab, 1804 wurde es neu erbaut. 1872 ging der Pressentin’sche Stammbesitz aus alten Zeiten in Prestin verloren, nur die Grabkapelle als letzte Ruhestätte verblieb der Familie.
Ab 1872 übernahm Johann David Thormann das Gut, 1913 folgte Bernhard Trips und ab 1924 war Friedrich Klotz in Prestin. Vom Gut und der Hofanlage ist nichts mehr erhalten. Einige im neugotischen Stil zwischen 1884 und 1888 erbauten Wirtschaftsgebäude und die 1910 errichtete Mühle werden seit Jahren nicht mehr genutzt und verfallen.

## Baugeschichte
Seit Beginn des Prestiner Kirchenbaus hatte die Familie von Pressentin immer das Patronat der kleinen Dorfkirche besessen. Die Kirche ist Petrus gewidmet und wurde von den Pressentins erhalten und ausgestattet. Als erster mittelalterlicher Geistlicher ist in Prestin 1331 Pfarrer Nicolaus urkundlich erwähnt worden.
Man kann daher annehmen, dass schon vor Mitte des 13. Jahrhunderts mit einem einfachen landesüblichen Kirchenbau begonnen wurde. Das Langhaus wurde 1489 fertiggestellt.
Erst 1534 war mit dem Sternberger Rektor Blasius Wilde als Mitschenker der Kanzel wieder von der Prestiner Kirche zu hören. So ist davon auszugehen, dass der Kirchenbau mit dem Turm erst Mitte des 15. Jahrhunderts vollendet wurde. 1568 war Joachim Dase (Daße, Dassenius) Pastor in Prestin. 1596 folgte ihm sein erst 18-jähriger Sohn als Pastor, der das Amt bis 1636 innehatte. Nach mehreren Vakanzen hatten Pastoren im Wechsel die Kirchen in Wamckow, Prestin und Groß Niendorf zu betreuen.

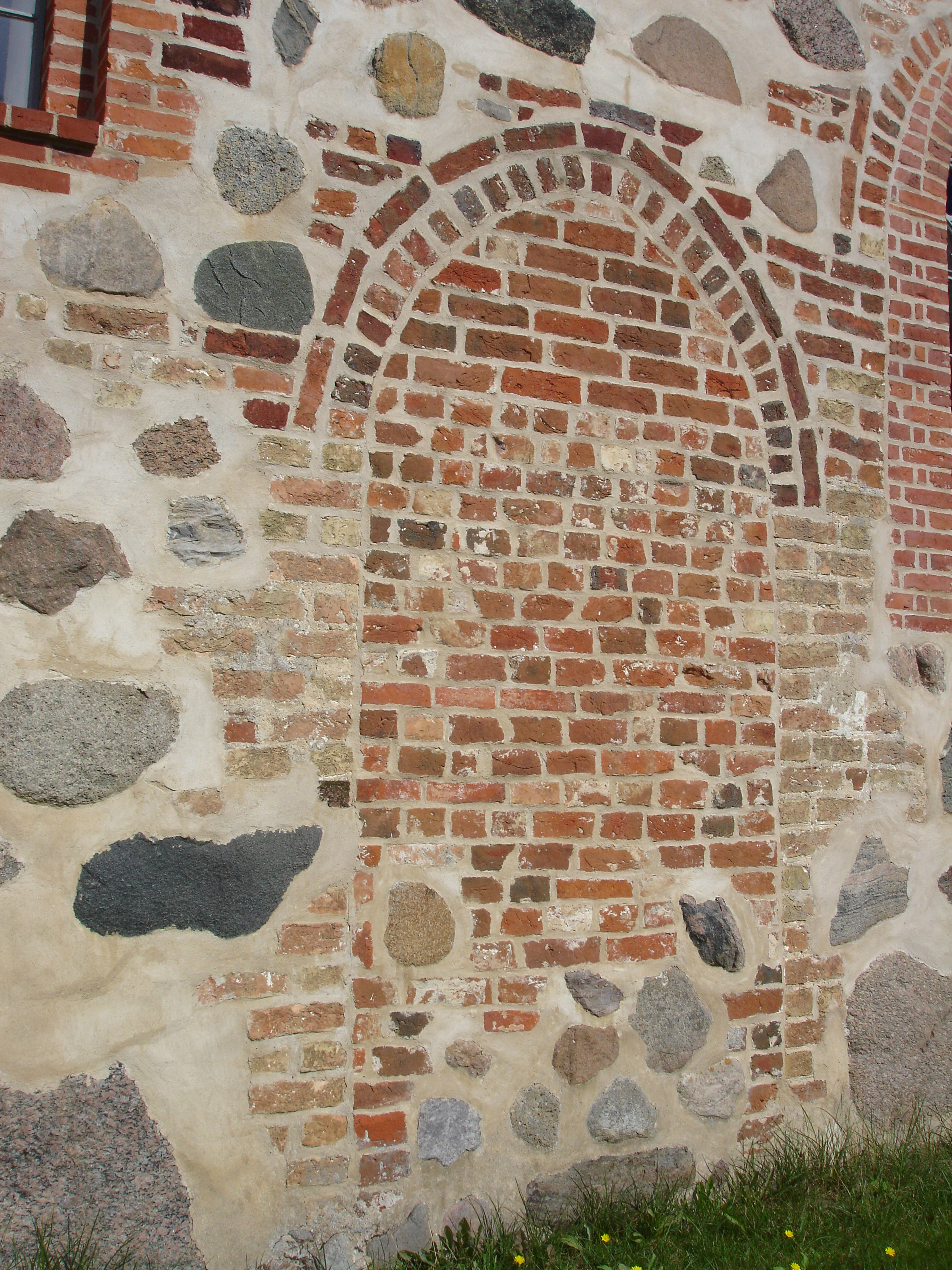
Vermauerter Eingang an der Südwand, 2012

Während eines großen Sturmes am 8. Dezember 1703 stürzte der Kirchturm ein, die drei Glocken blieben unbeschädigt. Danach wurde der Eingang an den Westgiebel verlegt und auf der Südseite zugemauert. Während der Amtsführung von Pastor Metelmann brannte 1802 das Pfarrhaus ab, er selbst starb 1811 an Nervenfieber.
Ab 1996 wurde mit der äußeren Sicherung und umfassenden Sanierung der Kirche begonnen.

### Äußeres
Der kleine, rechteckige, nur 19 Meter lange und 13 Meter breite, einschiffige Kirchenbau ist mit unbehauenen Feldsteinen und einem steilen Satteldach mit Biberschwanzdachziegeln versehen. Ohne Turm und Chor gleicht er den einfachen landestypischen Kirchenbauten in der näheren Umgebung. Nach dem Einsturz des Kirchturms 1703 wurde die feldsteinerne Westwand mit einem neuen Fachwerkgiebel und zwei Ziegelstrebepfeilern versehen. Der Eingang wurde nun auf die Westseite gelegt. Unterhalb des Ostgiebels mit seinen sieben schmalen, spitzbogigen Blenden befindet sich eine mit Ziegelsteinen zugemauerte breite Nische mit Spitzbogenschluss. Die schmalen, recht hohen Fenster in der Nord- und Südwand sind mit Backsteinen im Spitzbogenstil ausgeführt worden.

### Inneres
Der Innenraum wird von einer flachen Holzbalkendecke überspannt.

#### Kanzel und Altar
Die Kanzel wechselte im Verlaufe der Jahrhunderte mehrfach ihren Platz. Ursprünglich stand sie neben dem Eingang auf der Südseite in der Kirche. 1534 stiftete Margarethe von Pressentin, geb. von Barner, als Witwe von Reimar von Pressentin eine neue Kanzel. Mitschenker war der Sternberger Rektor Blasius Wilde. 1704 soll die Kanzel durch eine neue ersetzt worden sein. Kanzel und Gestühl sind einfachster Art.

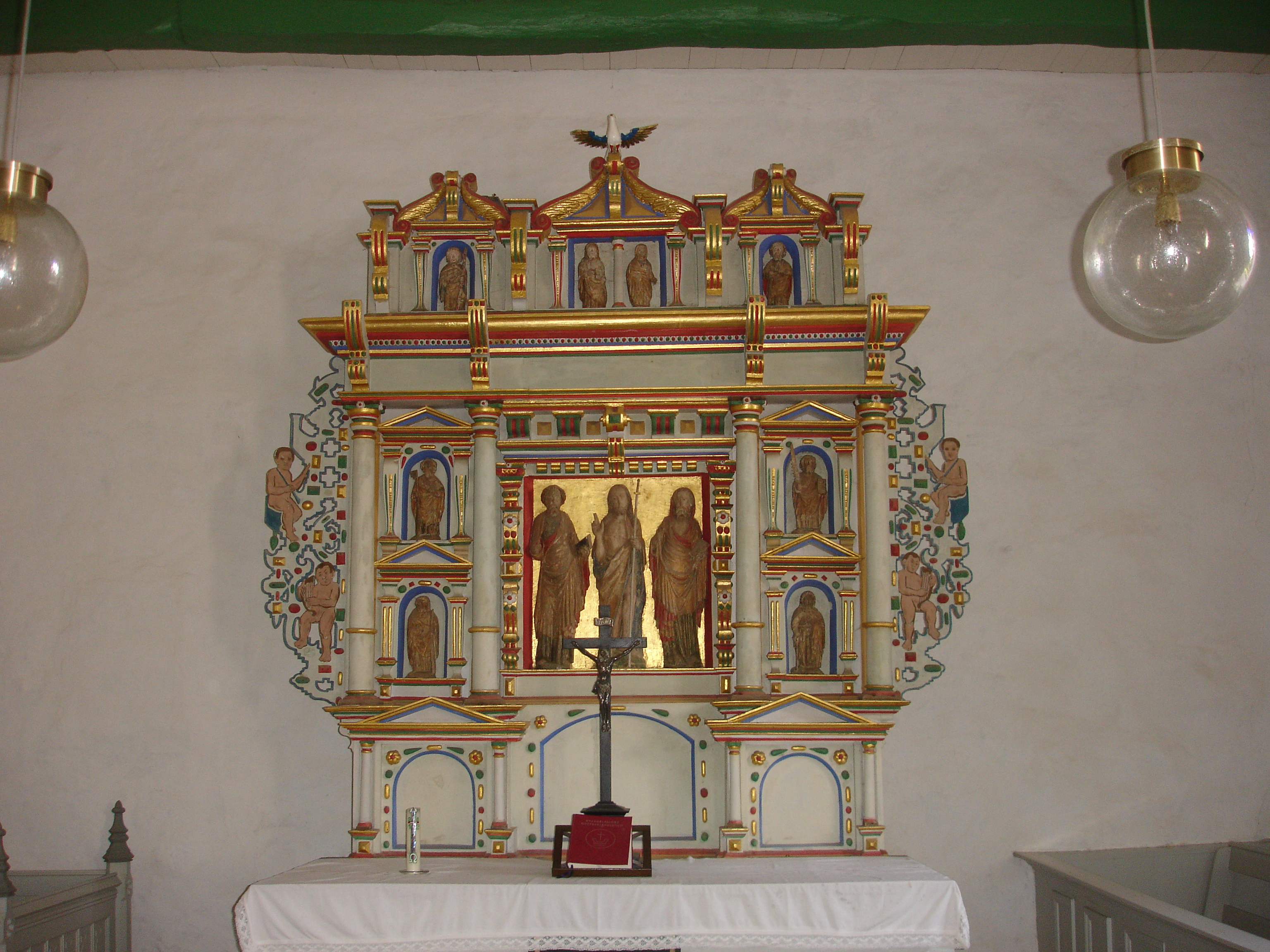
Altar, 2012

Der Altaraufsatz in Spätrenaissanceformen unter Verwendung einzelner Figuren aus einem älteren, gotischen Triptychon stammt von 1697. Bei der Restaurierung 1963 durch den Güstrower Restaurator Mirau wurde die ursprüngliche Fassung freigelegt und teilweise unsachgemäß ergänzt. In den Seitenfeldern befinden sich in tempelartigen Nischen kleine Apostelfiguren, die in der jetzigen Fassung ein optisch unklares Bild vermitteln. Im Hauptfeld steht sehr qualitätsvoll der auferstandene Christus, die Figur stammt wohl aus der zweiten Hälfte des 15. Jahrhunderts, mit zwei geschnitzten Aposteln, die bereits vom Ende des 14. Jahrhunderts stammen sollen.
Über den Säulen zierte ein Schriftband: Zu Gottes Ehren und Bekenntnis ihres Glaubens haben in diesem Gotteshause zurecht gemacht gegenwärtigen Altar Berend von Pressentin und Anna Dorothea von Pressentin - Anno 1697, den ... ius. Als Berend von Pressentin diesen Altar zusammensetzen ließ, war er 58 Jahre alt.

#### Taufe
Vor 1551 stiftete Dionyus von Pressentin und Ilsabe von Lohe als Gemahlin der Kirche einen im Dorf-Renaissancestil geschnitzten hölzernen Taufständer. Das metallene Becken ging 1637 verloren. Der später in der Grabkapelle abgestellte Taufständer aus Mitte des 16. Jahrhunderts wurde 1929 nach Begutachtung durch die Mecklenburgische Kommission zur Erhaltung von Denkmälern am 14. April 1930 durch den Prestiner Vikar Schlettwein an das Staatliche Museum Schwerin verkauft.

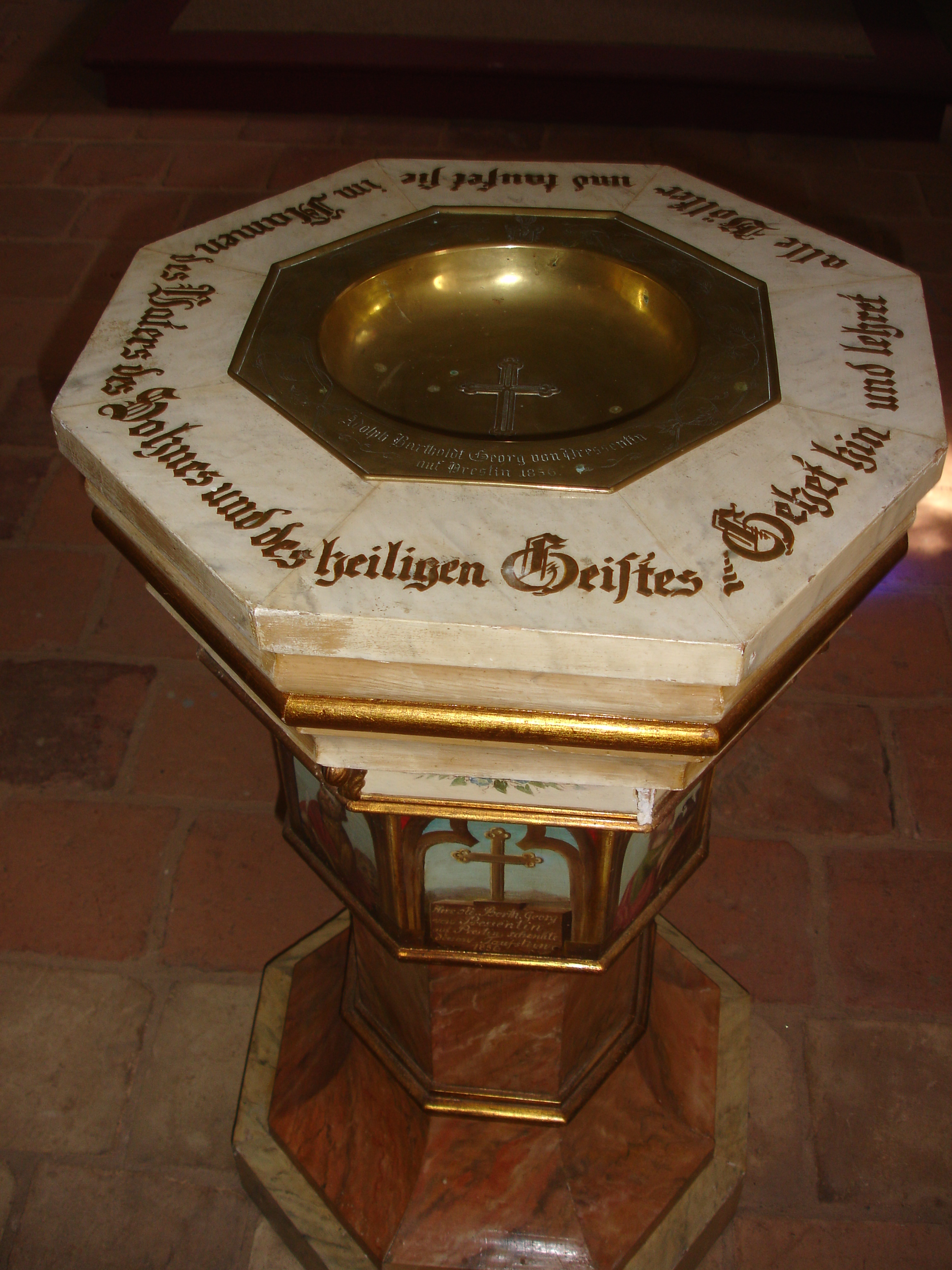
Tauffünte

Die heutige Holztaufe von 1856 ist in Kelchform mit Marmorierung und unter den Dreipassbögen mit jeweils vier gemalten Evangelisten und Engeln versehen. Auf dem Rand der Taufschale aus Messing steht neben einigen Verzierungen und dem Pressentin'schen Wappen die Widmung des Stifters: Adolph Georg von Pressentin auf Prestin 1856. Der Grund des Beckens trägt das Kreuz. Auf der achteckigen Oberfläche des Taufsteins steht in vergoldeter Schrift: Gehet hin, und lehret alle Völker, und taufet sie im Namen des Vaters, des Sohnes und des heiligen Geistes.

#### Orgel

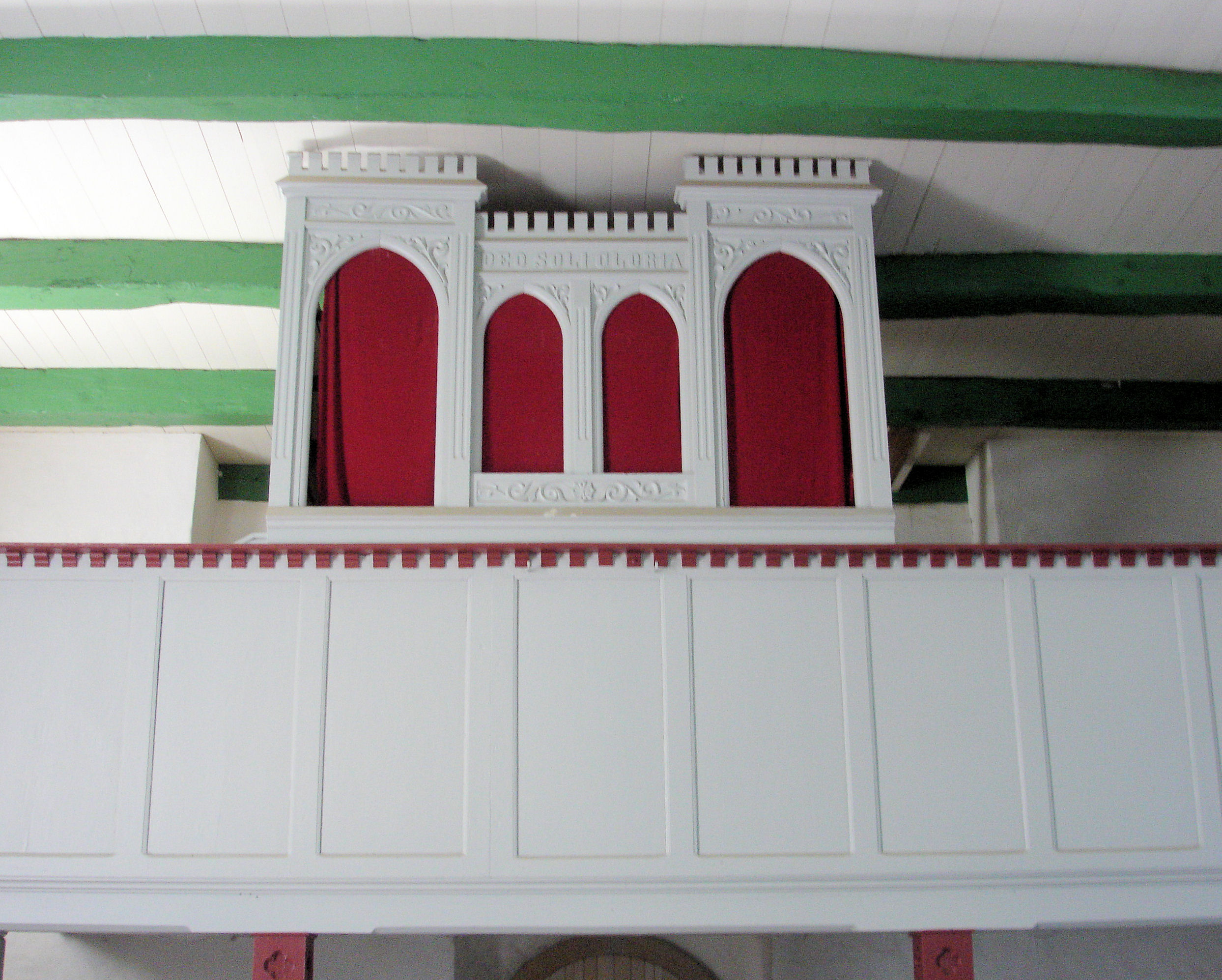
Nicht mehr bespielbare Schwarz-Orgel von 1892

Die Orgel (I/AP/5) wurde 1892 durch den Rostocker Orgelbauer Julius Schwarz gebaut. Er bekam den Vorzug vor dem Schweriner Orgelbauer Friese. Das Orgelprospekt ist von einfacher Art. Großherzog Friedrich Franz dankte am 1. Juli 1892 dem Prestiner Gutsbesitzer Kommerzienrat J. Christian Thormann, der die Orgel der Kirche schenkte. Das Pressentin'sche Familienwappen an der Orgelempore ist nicht mehr vorhanden.

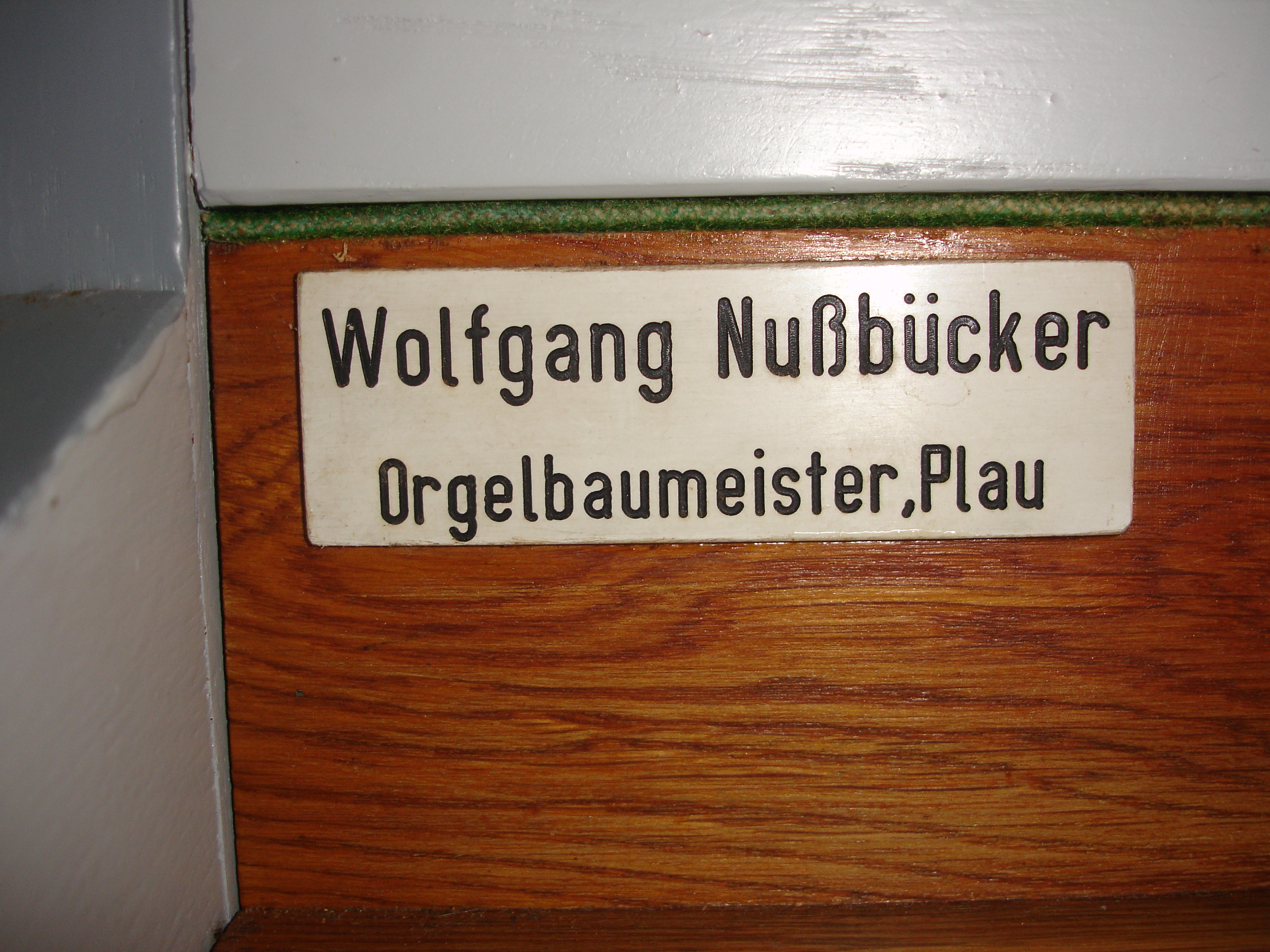

Durch den Orgelbaumeister Wolfgang Nußbücker aus Plau am See wurde 1976 eine kleine neue Orgel (I/-/3) aufgestellt. 2007 kam noch aus der Freikirche Crivitz eine kleine Orgel.

### Besonderheiten
Neben dem zugemauerten Portal der Südwand hat sich an der Innenseite der Kirche ein eingemauerter Weihwasserstein erhalten.
Auf der unteren östlichen Südseite der Kirche befindet sich in einem flachen, nicht behauenen, rötlichen Granitstein ein Hakenkreuz von 25 cm Höhe und Breite als Steinmetzzeichen. Möglicherweise könnte das eingehauene Kreuz auch als Stelle bei der Grundsteinlegung oder bei der bischöflichen Weihe von Bedeutung gewesen sein.
Nach 1895 kam der Ofen von den Eisenwerken Kaiserslautern vermutlich wie für die Dorfkirche in Techentin auch auf dem Wasserwege nach Prestin.

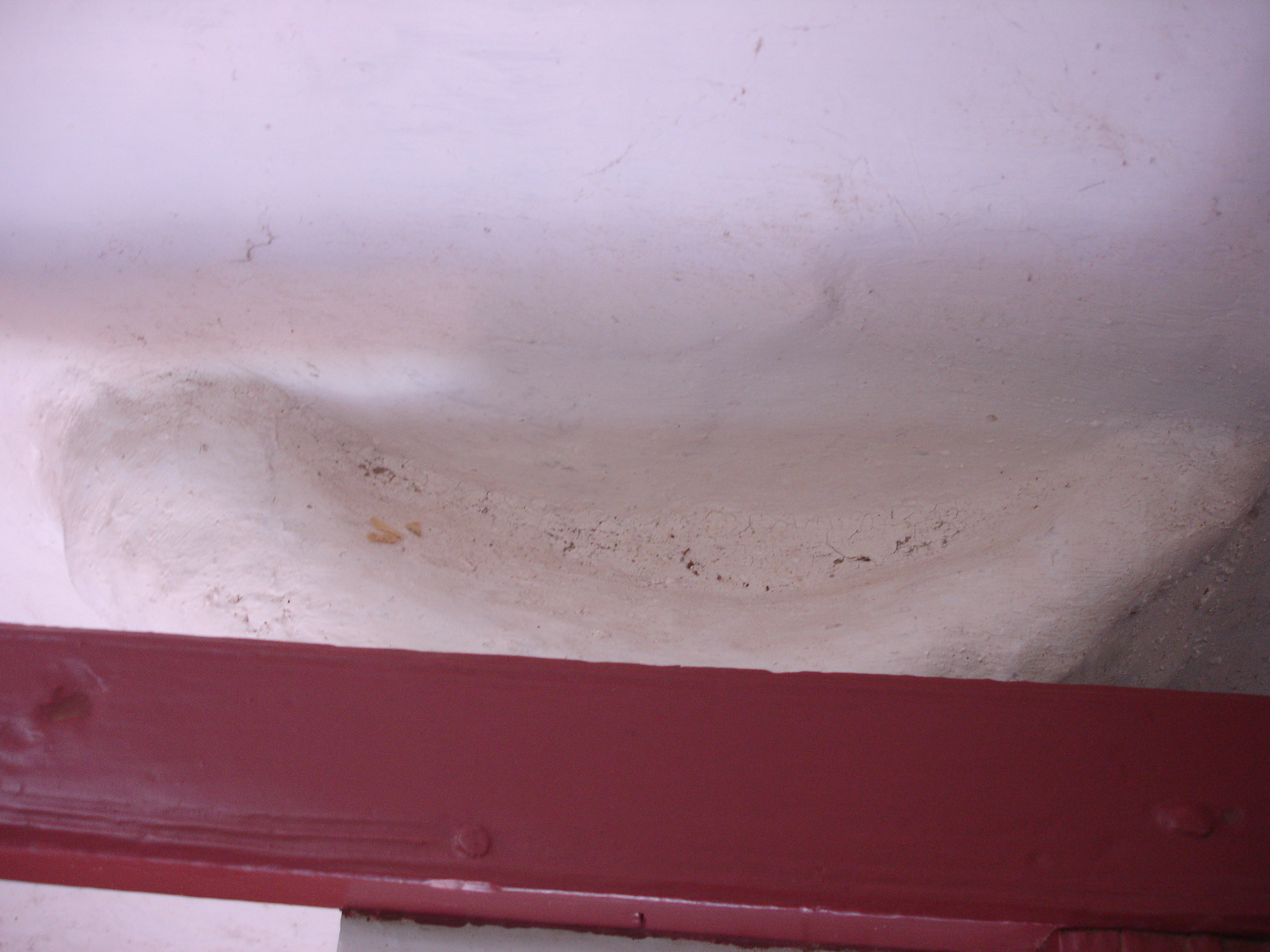
Ehemaliger Weihwasserstein
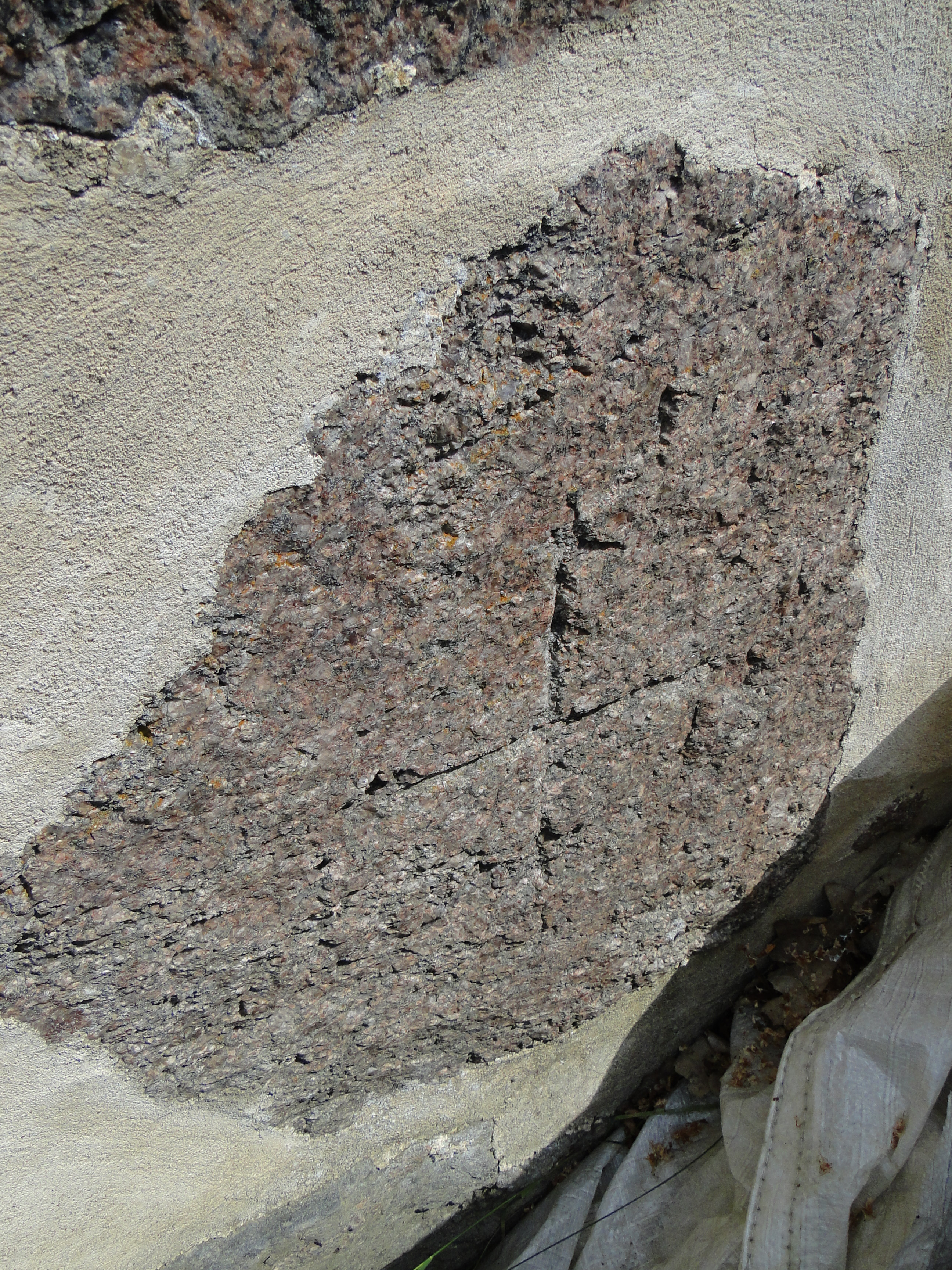
Hakenkreuz als Steinmetzzeichen in der Ostwand
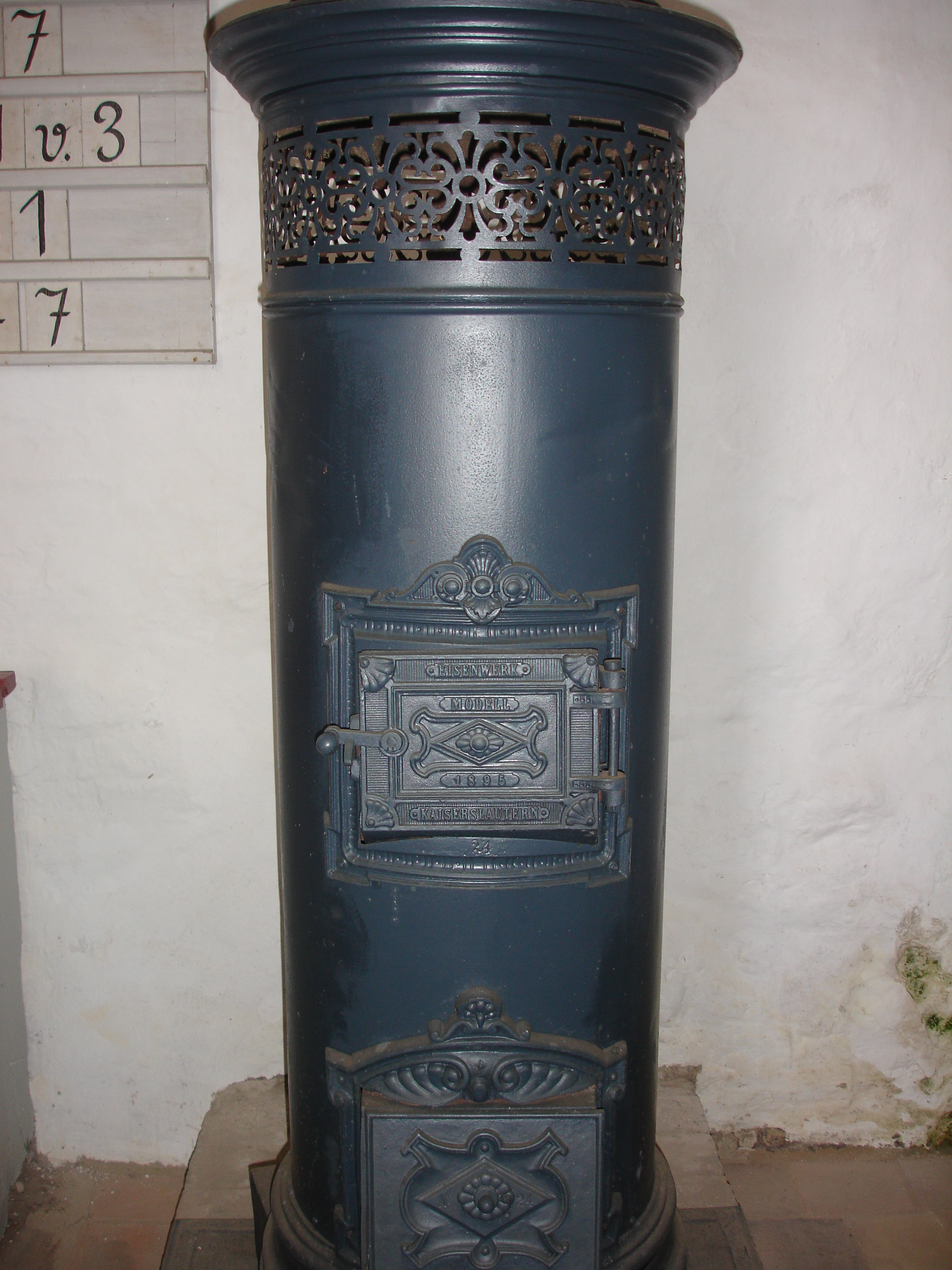
Ofen
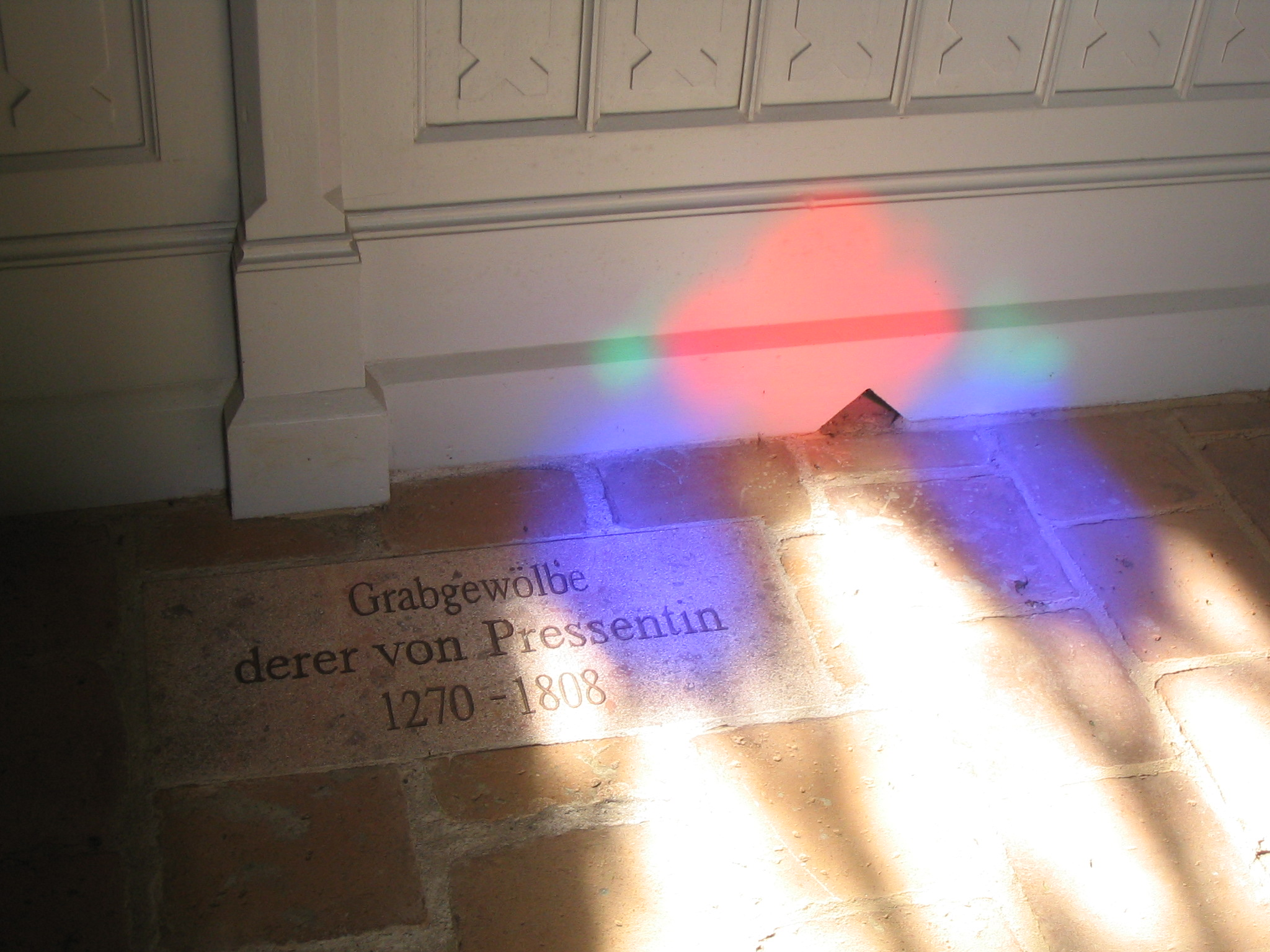
Hinweis auf das unter dem Kirchenboden befindliche Grabgewölbe

#### Glockenstuhl

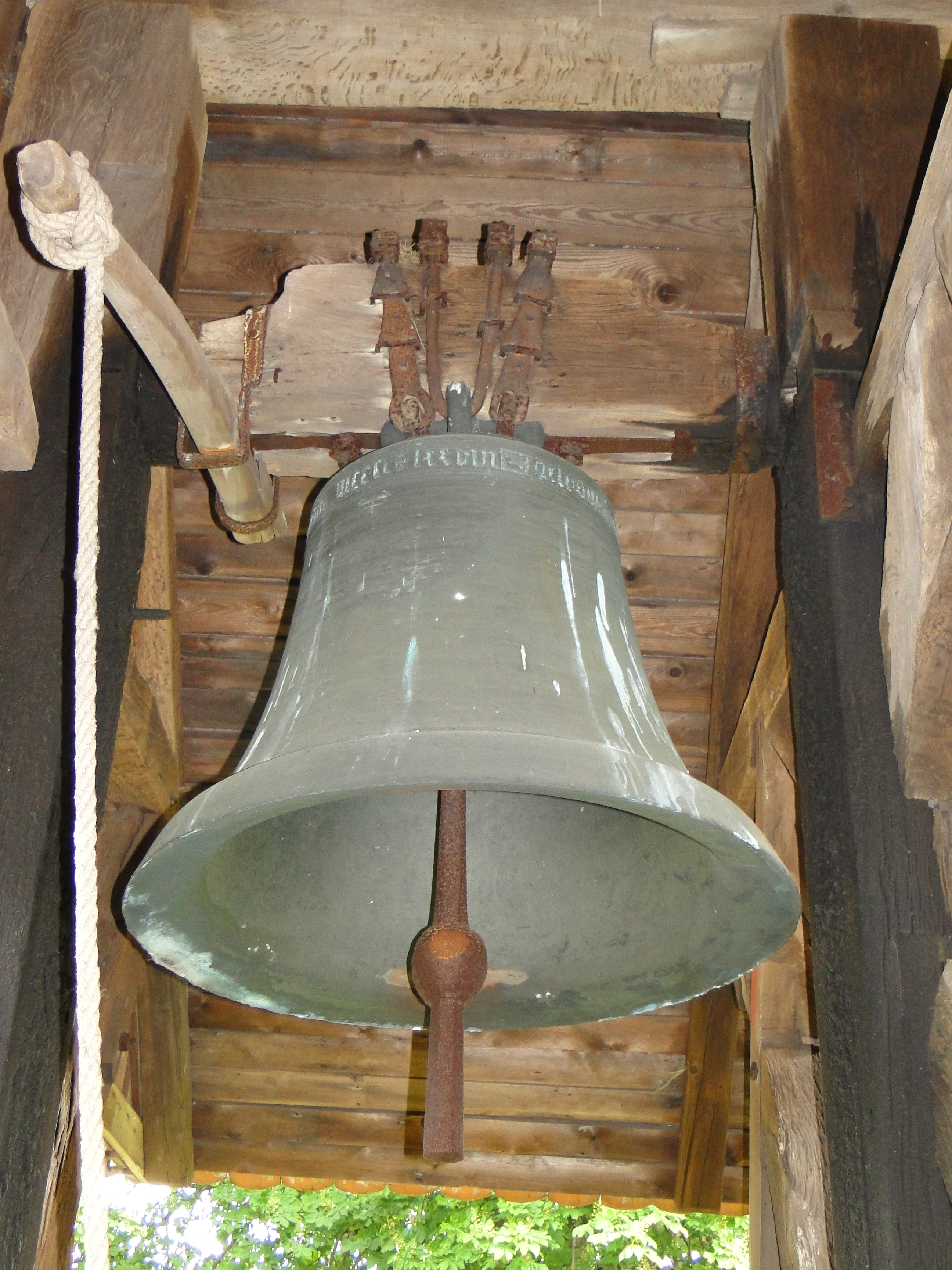
Kirchenglocke von 1478

Einige Meter vom Westende der Kirche entfernt steht der 1704 errichtete hölzerne Glockenstuhl, in dem drei Glocken untergebracht waren. Während eines großen Sturmes am 8. Dezember 1703 stürzte der Kirchturm ein. Das Dach wurde 1959 erneuert, die Ständer, Streben und Schwellen der Holzkonstruktion sind sanierungsbedürftig.
Die größere, 1478 gegossene Bronzeglocke mit einem Durchmesser von 1,07 Metern und einer Inschrift: help got vnde xpe uth alen noden: o rex glorie xpe anno dni. mcccclxxiii mit unbekanntem Gießerzeichen wurde von Hartich von Pressentin gestiftet, der in Prestin und Mustin gesessen und Bürgermeister von Sternberg war. Am 7. Juni 1938 wurde vom Hof-Glockengießer Ohlsen aus Lübeck ein neuer Klöppel eingebaut.
Die kleinere Bronzeglocke mit einem Durchmesser von 0,68 Metern wurde 1720 durch den Glockengießer Michael Begun aus Friedland gegossen. Auf der einen Seite war das Pressentin'sche Wappen mit der Umschrift: SEEL BERENT V. PRESSENTINS FR WITTWE UND ERBEN PATRONEN. Auf der anderen Seite stand: Jacobus Roland Pastor. Michael Begun hat mich gegossen Anno 1720 in Sternberg. Diese Glocke wurde im April 2004 gestohlen.
Eine kleine, dritte Glocke von 34 cm Durchmesser hatte weder Inschrift, noch Gießerzeichen.

## Pressentin'sche Grabkapelle

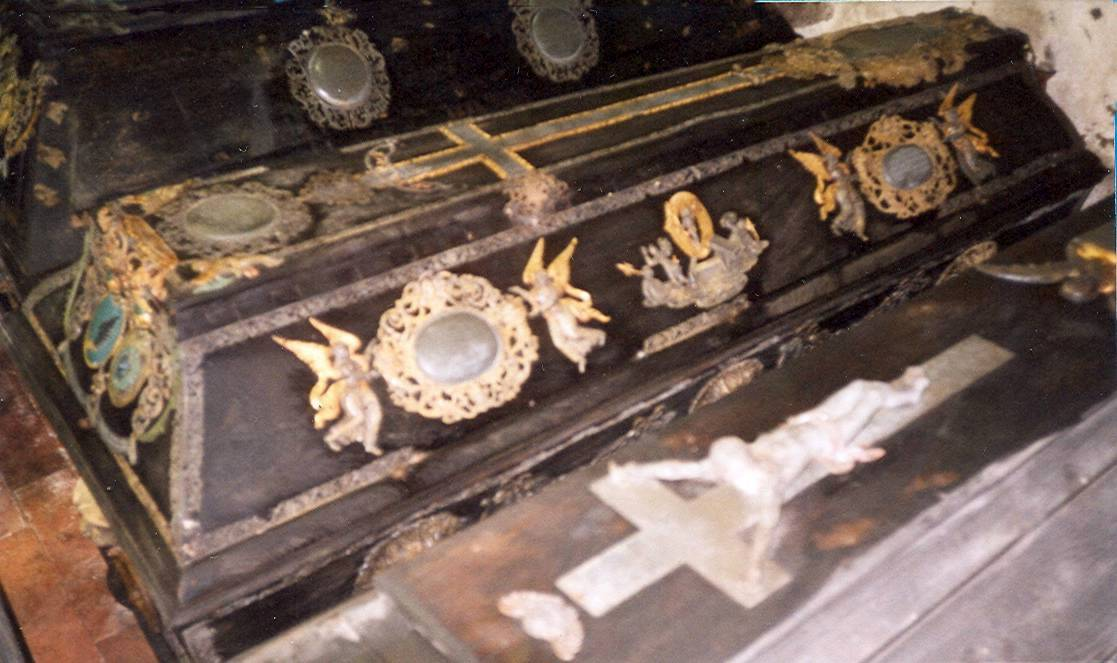
Särge in der Pressentin'schen Grabkapelle, 2012

Auf der Nordseite an der Kirche steht die von Johann Wilhelm von Pressentin auf Prestin und Langen Brütz im barocken Stil errichtete und im September 1808 feierlich eingeweihte Grabkapelle der Familie von Pressentin. Johann Wilhelm verstarb 1812 im Alter von 60 Jahren. Ein früheres, gewölbtes Begräbnis in der Kirche wurde 1815 zugeschüttet.
1907 wurde mit dem Schweriner Baurat Johann Friedrich Pries der Bauzustand der Grabkapelle begutachtet. Die nachfolgende Instandsetzung mit einem veränderten Westgiebel erfolgte 1908 durch den Sternberger Maurermeister Larisch. Die Witwe Agnes, geb. Suwe, des Darguner Oberlanddrostes Karl Dietrich von Pressentin spendete dafür eine beträchtliche Summe. Wegen der besseren Haltbarkeit hatte man das im Westgiebel im Renaissancestil dargestellte Familienwappen durch eine neogotische Form in Sgraffito-Putz ersetzt.
Bis zu Beginn des Zweiten Weltkrieges war die Grabkapelle in gutem Zustand. Nach Kriegsende 1945 wurde sie aufgebrochen, das Inventar entwendet und die Särge geschändet. In den folgenden Jahren als Werkstatt genutzt, konnte 1984 ein geplanter Abbruch durch die Stellung unter Denkmalschutz verhindert werden.
Ab 1998 wurde die Grabkapelle durch den Förderverein und der Geschwister-von-Pressentin-Stiftung mit Friedrich-Franz von Pressentin aufwändig saniert und am 6. und 7. September 2008 zur 200-Jahr-Feier wieder geweiht.

## Pastoren
Namen und Jahreszahlen bezeichnen die nachweisbare Erwähnung als Pastor.
- erwähnt 1331 Nikolaus de Cline[4]
- 1534–1577 Blasius Wilde, vor 1534 Rektor in Sternberg.
- 1568–1596 Joachim Dase (Daße, Dassenius)
- 1596–1636 sein Sohn Dase d. J.
- 1650–1685 Heinrich Rumheld, seit 1640 Prädikant in Prestin.
- 1687–1724 Jakob Roland aus Parchim.
- 1724–1731 Bernhard Friedrich Roland, Sohn des Vorgängers.
- 1731–1755 Magnus Heinrich Wachenhusen, auch Wamckow.[14]
- 1757–1792 Samuel Andreas Friderici, auch Wamckow.[15]
- 1794–1811 Johann Joachim Christoph Metelmann, auch Wamckow und ab 1785 in Wessin.[16]
- 1812–1843 Ulrich Friedrich Conrad Bauch, aus Groß Raden.
- 1844–1856 Christian Gottlieb Wilhelm Ludwig Friedrich Stiebeler,[17]
- 1857–1886 Carl Friedrich Christoph Schiller, vorher Hilfsprediger in Gülze.[18]
- 1886–1929 Helmuth Johannes Richard Schröder, 1881 Lehrer an der Bürgerknabenschule und 1884 an der Bürgertöchterschule in Schwerin, auch in Wamckow.[19]
- 1932–1934 Johann Albrecht Wilhelm Tönnies Schlettwein, dann Boizenburg und 1937 Wismar.[20]
- 1936–1937 Karl-Martin Koch, danach Wehrmacht. † 1944 im Feldlazarett in Kurland.[21]
- 1937–1938 Hermann Bernhard Koch, als Vertretung, danach zur Wehrmacht.[22]
- 1943–1944 Wilhelm Christian Carl Maria Schmidt, als Kriegsvertretung.[23]
- 1945–1950 Ernst Kolodzieyczyk, bis 1945 Pastor in Groß Nebrau(Westpreußen).[24]
- 1954–1970 Ernst-Günter Hans Martin Franz Salchow.[25]

## Heutige Kirchengemeinde
Prestin gehört, wie Demen, Wamckow, dazu Kobande, Jülchendorf mit Meierei, Venzkow, Müggenburg, Buerbeck, Runow und Dessin, seit 1977 zur Evangelisch-Lutherischen Kirchengemeinde Demen in der Propstei Wismar im Kirchenkreis Mecklenburg der Evangelisch-Lutherischen Kirche in Norddeutschland.

### Gedruckte Quellen
- Mecklenburgisches Urkundenbuch (MUB)
- Mecklenburgische Jahrbücher (MJB)

### Ungedruckte Quellen
- Landeshauptarchiv Schwerin (LHAS)
  - LHAS 1.5-4/3 Urkunden Kloster Dobberttin
  - LHAS 2.12-3/ Kirchen und Schulen
  - LHAS 2.12-3/5 Kirchenvisitationen
  - LHAS 3.2-4 Ritterschaftliche Brandversicherung
  - LHAs 5.12-4/2 Mecklenburgisches Ministerium für Landwirtschaft, Domänen und Forsten
- Landeskirchliches Archiv Schwerin (LKAS)
  - OKR Schwerin, Pfarrarchiv Prestin mit Wamckow und Groß Niendorf, Nr. 33 Bauten an geistlichen Gebäuden. Inventar mit Verkauf hölzerner Taufständer an das Staatsministerium 1929–1930.
  - OKR Schwerin, Specialia alt, Nr. 435
  - OKR Schwerin, Specialia Abt. 2 Nr. 254, Abt. 4 Nr. 734
- Landesamt für Kultur und Denkmalpflege Mecklenburg-Vorpommern (LAKD)
  - Abt. Denkmalpflege, Archiv, Akte Kirche Prestin 1940–2004.